# Сенсорама
Сенсора́ма (англ. Sensorama) — пристрій, що є одним з найраніших прикладів застосування технології мультисенсорного (мультимодального) занурення; перший у світі віртуальний симулятор. Створив 1957 року й запатентував 1962 року американський кінематографіст і винахідник Мортон Гейліг, якого часто називають «батьком віртуальної реальності» завдяки розробкам, що поклали початок розвитку технологій VR.

## Ідея та історія винаходу
Надихнувшись Синерамою Фреда Воллера і Газарда Рівза, Гейліг використав свій кінематографічний досвід, сподіваючись створити «кіно майбутнього». Саме так називалася опублікована 1955 року стаття, в якій він зазначав, що Синерама, разом із 3D-фільмами, була логічним кроком у розвитку мистецтва:
Справді приголомшливий факт полягає в тому, що ці нові пристрої чітко й яскраво продемонстрували всім те, що напівсвідомо намагалися зробити живопис, фотографія та кіно разом — зобразити візуальний світ у всій його красі, таким, яким його сприймає око людини.
Гейліг вважав, що, ґрунтуючись на особливостях біологічної будови людини і методології творчості, можна створити якісно новий вид мистецтва. Іншими словами, художник, який розуміє біологічну природу людського сприйняття, значно розвиває свої виражальні можливості.
Передові погляди Мортона Гейліга зіткнулися з проблемою, яку він вже піднімав у своїй статті, а саме затримкою розвитку стереокінематографа і озвучених фільмів. Коли його пропозиції в Голлівуді відкинули, Гейліг зумів утілити свої ідеї в життя на базі школи Анненберга Пенсільванського університету (де він тоді здобував ступінь магістра в галузі комунікацій).
Створений там апарат сенсора́ми — це громіздкий пристрій, що зовні нагадує ігрові автомати 1980-х, який дозволяв глядачеві зануритись у віртуальну реальність, наприклад, покататися на мотоциклі вулицями Брукліна. Ефект присутності досягався впливом на всі основні органи чуття одночасно: екран демонстрував запис «від першої особи», сидіння вібрувало, динамік транслював звуки жвавої вулиці, в камеру надходили відповідні запахи.
Згодом Гейліг також розробив модель «Театру чуттів», яка робить можливим колективне занурення у віртуальне середовище за принципом сенсора́ми. Однак недовіра інвесторів до ризикованого проєкту призвела до припинення роботи над симуляторами.

## Вплив на наступні розробки

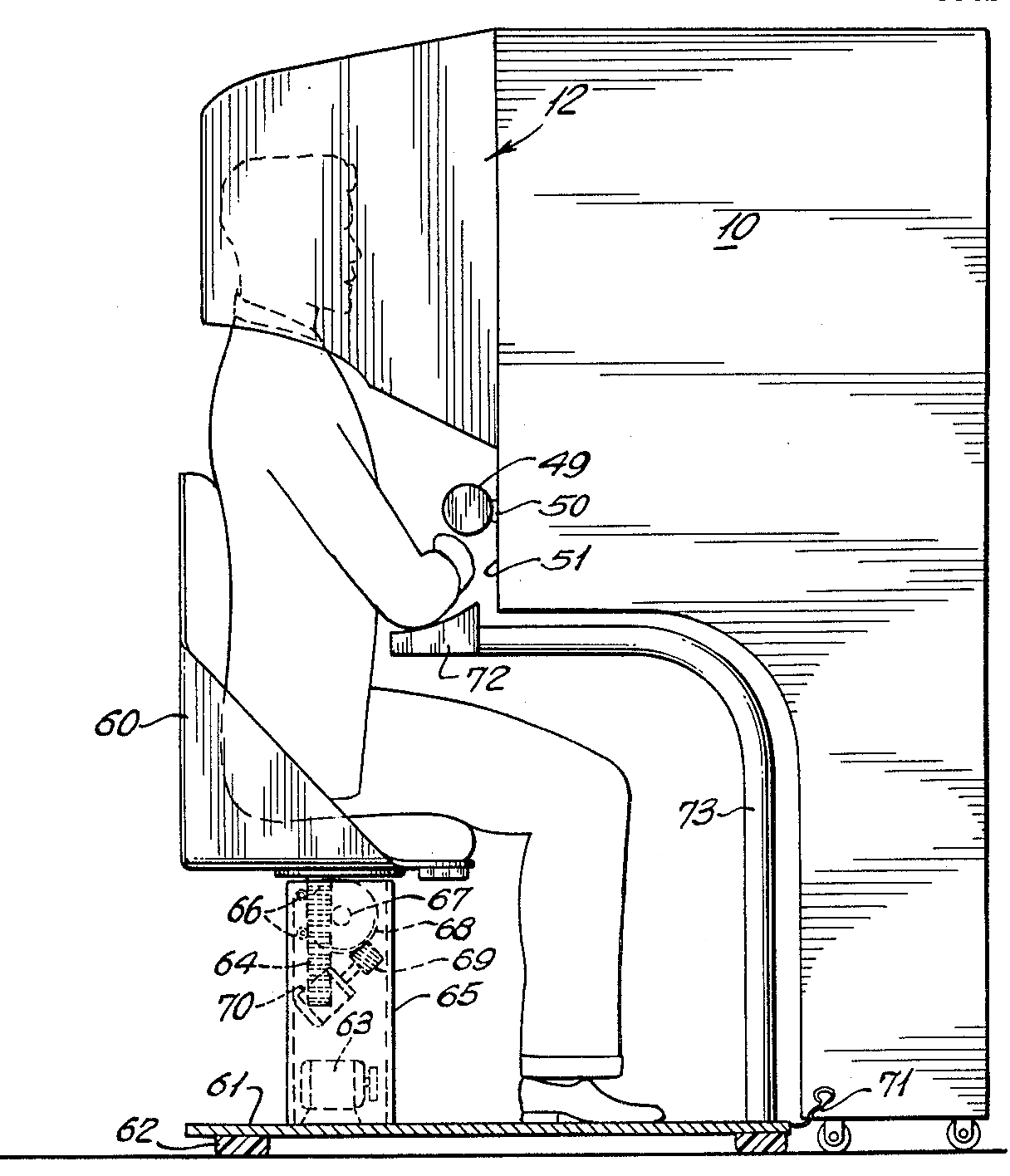
Сенсорама, з патенту #3050870

Попри провал проєкту сенсора́ми, вона стала прототипом сьогоднішніх віртуальних симуляторів. Зокрема, Скотт Фішер, засновник і директор проєкту віртуального середовища для робочих станцій (VIEW) Дослідницького центру Еймса, у статті згадує про вплив ідеї сенсора́ми на власні розробки, серед яких шоломи віртуальної реальності для НАСА, а також гіпермедійна карта Аспена. Завдяки роботам Фішера, втілювані в сенсора́мі теорія і практика телеприсутності продовжують задавати тон сучасним дослідженням в галузі віртуальної реальності, як і передбачав Гейліг.
Модель сенсора́ми використано в різних конфігураціях у парках розваг Волта Діснея — від вібраційних сидінь до дугоподібних широкоформатних дисплеїв і 360-градусного звуку. Атракціони, засновані на технологіях сенсора́ми, використовують у Діснейлендах донині.

## Цікаві факти
Дослідний зразок сенсора́ми перебуває в робочому стані. Він має власний вебсайт, де легендарний пристрій можна придбати за 1,5 млн доларів.